# Dario G
Dario G fu un gruppo musicale britannico, fondato nel 1997 a Crewe, nel Cheshire, ed originariamente composto da Scott Rosser, Stephen Spencer e Paul Spencer (gli Spencer non erano imparentati tra loro). Il nome del gruppo è un omaggio a Dario Gradi, storico allenatore del Crewe Alexandra Football Club.
Il trio originario di Dario G ottenne una certa popolarità nei primi anni di attività grazie ai singoli Sunchyme (che raggiunse la posizione numero 2 nella Official Singles Chart nel 1997 e che fu creato campionando un estratto di Life in a Northern Town dei The Dream Academy) e Carnaval de Paris, composto in occasione del campionato mondiale di calcio 1998 in Francia.
Subito dopo la pubblicazione dell'album d'esordio Sunmachine nel 1998, Scott Rosser e Stephen Spencer abbandonarono il gruppo per intraprendere altri progetti musicali, lasciando Paul Spencer a portare avanti il nome di Dario G come solista fino alla sua morte a 53 anni, avvenuta il 17 giugno 2024 a causa di un cancro rettale al 4º stadio diagnosticatogli nel 2023.

## Discografia

### Album
| Anno | Album | AUT | GER | SWI | UK | UK Dance |
| ---- | --- | --- | --- | --- | -- | -------- |
| 1998 | Sunmachine - Pubblicazione: 14 luglio 1998 - Etichetta: Warner - Formato: CD                                     | —   | 59  | 43  | 26 | —        |
| 2001 | In Full Colour - Pubblicazione: 18 giugno 2001 - Etichetta: Mercury - Formato: CD                                | 41  | 58  | 66  | —  | —        |
| 2020 | Hola - Pubblicazione: 26 giugno 2020 - Etichetta: Front of House Recordings - Formato: CD, LP, download digitale | —   | —   | —   | —  | 17       |

### Singoli
| Anno | Singolo                                                 | Posizione massima | Posizione massima | Posizione massima | Posizione massima | Posizione massima | Posizione massima | Posizione massima | Posizione massima | Posizione massima | Posizione massima | Certificazioni               | Album                     |
| Anno | Singolo                                                 | AUS               | AUT               | BEL (Fl)          | FRA               | GER               | IRE               | NLD               | SWE               | SWI               | UK                | Certificazioni               | Album                     |
| ---- | ------------------------------------------------------- | ----------------- | ----------------- | ----------------- | ----------------- | ----------------- | ----------------- | ----------------- | ----------------- | ----------------- | ----------------- | ---------------------------- | ------------------------- |
| 1997 | Sunchyme                                                | 22                | 4                 | 5                 | 28                | 3                 | 3                 | 17                | 41                | 2                 | 2                 | - GER: Platino - UK: Platino | Sunmachine                |
| 1998 | Carnaval de Paris                                       | —                 | 24                | 10                | 26                | 2                 | 4                 | 7                 | 36                | 7                 | 5                 | - GER: Oro - UK: Argento     | Sunmachine                |
| 1998 | Sunmachine                                              | —                 | —                 | —                 | —                 | 98                | —                 | —                 | —                 | —                 | 17                |                              | Sunmachine                |
| 2000 | Voices                                                  | —                 | —                 | —                 | —                 | —                 | —                 | —                 | —                 | —                 | 37                |                              | Sunmachine                |
| 2001 | Dream to Me                                             | —                 | 8                 | 38                | —                 | 9                 | 16                | 50                | —                 | 15                | 9                 |                              | In Full Colour            |
| 2001 | Say What's on Your Mind                                 | —                 | —                 | —                 | —                 | 68                | —                 | —                 | —                 | 100               | —                 |                              | In Full Colour            |
| 2002 | Carnaval 2002                                           | —                 | —                 | —                 | —                 | —                 | 36                | —                 | —                 | 96                | 34                |                              | —                         |
| 2003 | Heaven Is Closer (Feels Like Heaven)                    | —                 | 42                | —                 | —                 | 57                | 46                | —                 | —                 | 87                | 39                |                              | —                         |
| 2006 | Ring of Fire                                            | —                 | —                 | —                 | —                 | —                 | —                 | 100               | —                 | —                 | 59                |                              | —                         |
| 2010 | Game On (con TKZee e Pitbull)                           | —                 | —                 | —                 | —                 | —                 | —                 | —                 | —                 | —                 | —                 |                              | 2010 FIFA World Cup Album |
| 2014 | We Got Music (con Shirley Bassey)                       | —                 | —                 | —                 | —                 | —                 | —                 | —                 | —                 | —                 | —                 |                              | —                         |
| 2018 | Cry                                                     | —                 | —                 | —                 | —                 | —                 | —                 | —                 | —                 | —                 | —                 |                              | Hola                      |
| 2019 | Hola                                                    | —                 | —                 | —                 | —                 | —                 | —                 | —                 | —                 | —                 | —                 |                              | Hola                      |
| 2020 | Real Love x Sunchyme (con i Clean Bandit e Jess Glynne) | —                 | —                 | —                 | —                 | —                 | —                 | —                 | —                 | —                 | —                 |                              | —                         |
| 2021 | Keep On Lovin (con Sonique)                             | —                 | —                 | —                 | —                 | —                 | —                 | —                 | —                 | —                 | —                 |                              | —                         |